# 乐东石豆兰
乐东石豆兰（学名：Bulbophyllum ledungense）为兰科石豆兰属下的一个种。

## 扩展阅读
- 維基物種上的相關：乐东石豆兰